# Nicky Chinn
Pour les articles homonymes, voir Chinn.
Nicky Chinn (né le 16 mai 1945 à Londres, R.-U.) est un auteur-compositeur et producteur de musique britannique. Il est principalement connu comme moitié du tandem d'auteurs-compositeurs formé avec Mike Chapman, qui fut l’équipe d'auteurs-compositeurs la plus productive de l'époque de la vague glitter rock britannique des années 1970.